# Бернадот, Оскар
О́скар Бернадо́т, граф Ви́сборский ((швед. Oscar Bernadotte, Greve af Wisborg), при рождении О́скар Карл А́вгуст Шве́дский и Норве́жский, герцог Го́тландский (швед. Oscar Carl August av Sverige och Norge, hertig av Gotland), 15 ноября 1859, Дворец Арфюштенц, Стокгольм — 4 октября 1953, Стокгольм, Швеция) — шведский и норвежский принц из династии Бернадотов, второй сын короля Оскара II и Софии Нассауской. Женившись морганатически на Эббе Мунк, он утратил королевский титул и право на наследование престола, получив титул принца Бернадот и графа Висборгского.

## Биография
Оскар родился 15 ноября 1859 года в Стокгольме. Он стал вторым сыном наследного принца Шведского и Норвежского Оскара, сына короля Оскара I и Жозефины Лейхтенбергской, и Софии, принцессы Нассауской, дочери герцога Вильгельма I Нассауского и его второй супруги Паулины Вюртембергской. У него был старший брат принц Густав, ставший позже королём Швеции и Норвегии. В 1861 году появился младший брат Оскара принц Карл, а в 1865 году родился самый младший ребенок — принц Евгений. Крещён 18 декабря того же года архиепископом Хенриком Райтердалем. С рождения имел титул «Его Королевское Высочество принц Шведский и Норвежский, герцог Готландский».
Образование молодой принц получал сначала дома, затем был принят в школу Beskow в Стокгольме. В возрасте 13 лет был принят в военно-морское училище. Совершил несколько зарубежных поездок в 1873—1875 годах. Окончил обучение в 1879 году и поступил в Уппсальский университет Стокгольма. В 1883—1885 годах совершил кругосветное путешествие. В этот период впервые встретился со своей будущей женой Эббой Мунк аф Фулькила, когда находился в Амстердаме у жены брата наследной принцессы Виктории.
12 мая 1880 года стал почётным членом Шведской Королевской академии наук. Был очень активным религиозным и общественным деятелем Швеции, участвовал в движении святости, организовывал конференции. Оскар был председателем шведской молодёжной организации YMCA в 1892—1943 годах.

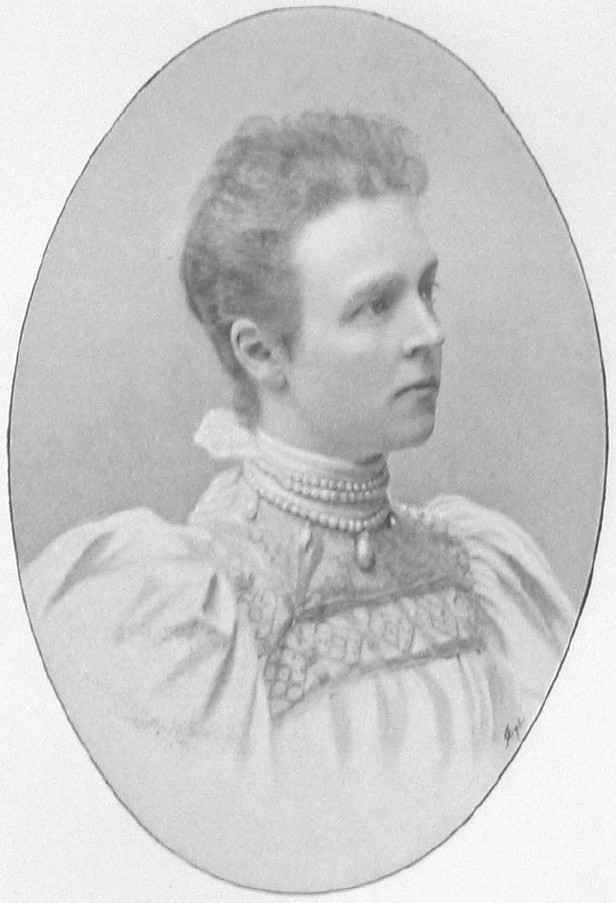
Супруга Оскара — Эбба Мунк.

Впервые желание жениться на шведской дворянке Эббе Мунк принц Оскар высказал в 1885 году. Король и королева были недовольны выбором сына. Они дали принцу отсрочку в два года, чтобы принять окончательное решение. Эббу Мунк удалила со двора и она больше не была фрейлиной. В 1887 году Оскар сообщил семьи, что все же намерен женится на своей избраннице. Королевская семья дала своё согласие на брак, но при условии, что братья Оскара подпишут документ, который запрещает им заключать подобные брачные союзы. Оскар отказался от права наследования престола и своего титула.
15 марта 1888 года он женился на шведской дворянке Эббе Мунк аф Фулькила (1858—1946), дочери шведского полковника Карла Якоба Мунка аф Фулькила и баронессы Хенрики Седестрём. Она была фрейлиной наследной принцессы Виктории. Венчание состоялось в церкви Святого Стефана в городе Борнмут, Великобритания. На церемонии присутствовали королева София, братья жениха принцы Карл и Евгений, датская наследная принцесса Луиза, а также мать и брат невесты. Несмотря на заключение неравного брака, принц Оскар оставался членом шведской королевской семьи, получив от отца титул «принца Бернадота».

Герб принца Оскара Бернадота, графа Висборгского.

2 апреля 1892 года Оскар получил от своего дяди Адольфа, Великого герцога Люксембургского титул «графа Висборгского». Название титула происходит от разрушенного замка Висборг, находящегося на территории Готланда. Принц стал первым членом королевской семьи, кому он был дан. Впоследствии его получали все принцы, заключившие неравный брак. 22 октября 1892 года было объявлено, что все потомки Оскара и Эббы будут носить фамилию Бернадот. Супруги проживали в имении Мальмсхё, которое они приобрели в 1906 году.
В семье родилось пятеро детей, носивших фамилию отца и титул графов Висборгских:
- Мария Бернадот (1889—1974) — не выходила замуж;
- Карл Бернадот[швед.] (1890—1977) — был женат дважды: первым раз на Марианне де Гир, баронессе аф Леуфста, имел от неё двух сыновей и двух дочерей, вторым браком был женат на Гертбуде Бёрхессон, один сын;
- София Бернадот (1892—1936) — вышла замуж за Карла Мартена Флитвуда, детей не было;
- Эльза Бернадот[швед.] (1893—1996) — супруга Уго Седергрена, детей не было;
- Фольке Бернадот (1895—1948) — был женат на Эстель Мэнвилл, четверо сыновей.

Умер принц Оскар утром 4 октября 1953 года в своем доме в Стокгольме в возрасте 93 лет. Отпевание принца прошло 9 октября в церкви Энгельбректа . Похоронен на Норра бегравнингсплатсен в семейном склепе. Его дочь Эльза дожила до 102 лет, а сын Фольке был крестным отцом короля Швеции Карла XVI Густава.